# Lomagna
Lomagna (lombardul: Lumagna vagy Lumogna) település Olaszországban, Lombardia régióban, Lecco megyében. Lakosainak száma 4964 fő (2023. január 1.). Lomagna Casatenovo, Osnago, Usmate Velate, Carnate és Missaglia községekkel határos.

## Népesség
A település lakossága az elmúlt években az alábbi módon változott:
| Lakosok száma | 4964 | 5000 | 4964 |
|               | 2017 | 2018 | 2023 |